# Montaut (Pyrénées-Atlantiques)
Montaut ist eine französische Gemeinde mit 1.121 Einwohnern (Stand: 1. Januar 2022) im Département Pyrénées-Atlantiques in der Region Nouvelle-Aquitaine (vor 2016: Aquitanien). Sie gehört zum Arrondissement Pau und zum  Kanton Vallées de l’Ousse et du Lagoin (bis 2015: Kanton Nay-Est). Die Einwohner werden Altimontains genannt.

## Geographie
Montaut liegt etwa 22 Kilometer südöstlich von Pau am Fluss Gave de Pau, der die westliche Gemeindegrenze bildet und in den hier sein Zufluss Mouscle einmündet. Umgeben wird Montaut von den Nachbargemeinden Coarraze im Norden und Nordwesten, Saint-Vincent im Norden und Nordosten, Lourdes im Osten, Saint-Pé-de-Bigorre im Süden und Südosten, Lestelle-Bétharram im Westen und Südwesten sowie Igon im Nordwesten.

## Geschichte
1327 wurde die Bastide von Montaut gegründet.

## Bevölkerungsentwicklung
| Jahr                      | 1962 | 1968 | 1975 | 1982 | 1990 | 1999 | 2006 | 2013 |
| Einwohner                 | 912  | 1034 | 1038 | 1032 | 986  | 967  | 1011 | 1158 |
| Quelle: Cassini und INSEE |      |      |      |      |      |      |      |      |

## Sehenswürdigkeiten
- Kirche Saint-Hilaire aus dem 15./16. Jahrhundert, seit 1976 Monument historique